# Víctor Núñez Izquierdo
Víctor Núñez Izquierdo (San Cristóbal de La Laguna, 1 de abril de 1918 – Ibidem, 18 de junio de 1984) fue un teórico del arte y pintor español, miembro fundador del grupo de vanguardia Nuestro Arte en la década de 1960.

## Trayectoria
Nació en el seno de una familia de comerciantes, propietarios de un conocido establecimiento de sombrerería. Con 19 años, en plena Guerra civil española, fue reclutado y destinado a Tetuán (protectorado español de Marruecos). Regresó de África en 1939, aunque no quedó liberado del servicio militar hasta 1945. Comenzó entonces a estudiar Magisterio, aunque no llegó a ejercer al entrar a trabajar en el negocio familiar. 
Su verdadera vocación fue siempre el arte. Aunque antes de la guerra ya había tomado clases de dibujo y pintura, su formación fue esencialmente autodidacta. Los temas de sus primeros cuadros son tradicionales, sobre todo paisajes y bodegones, aunque su pincelada se irá liberando a medida que avanza la década desde el clasicismo inicial a territorios más expresionistas. A finales de los años 40, creó junto a Pedro González, Siro Manuel y Raúl Tabares el Grupo Garach, un grupo heterogéneo que se reunía para crear en el garaje que les daba nombre, salir a pintar a plein air y hablar de arte. Juntos organizaron una única exposición. 
Desde principios de los años 50, su pintura se adentró en la experimentación: desde las composiciones geométricas a una figuración expresionista que va cediendo cada vez mayor espacio a formas y elementos vinculados al surrealismo. Sin embargo, públicamente, en sus primeras exposiciones individuales de la década, realizadas en el Círculo de Bellas Artes de Tenerife, mostró sólo su obra más tradicional. Este camino de apertura a los nuevos lenguajes es también el que sigue como gestor cultural en estos años, intentando organizar en su ciudad exposiciones que a menudo chocaron con el conservadurismo del momento y siendo uno de los responsables de la reactivación cultural del Ateneo de La Laguna.
En 1955, fue seleccionado para participar con dos obras (Planchadora y Españolas) en la III Bienal Hispanoamericana de Arte celebrada en Barcelona y en 1956 para una exposición de artistas canarios en la Embajada de España en París (Calle marinera) titulada Islas Canarias. Se trata de dos hitos en la trayectoria de un artista cuya obra apenas salió de Canarias. Durante los últimos años de la década de los 50 y primeros de los 60, participa activamente en los concursos insulares y regionales de pintura, obteniendo algunas menciones con sus primeras obras abstractas.
En 1963, participó en la formación del grupo Nuestro Arte y durante la década, en casi todas sus exposiciones y actividades junto a artistas como Pedro González, Manolo Casanova, Enrique Lite, María Belén Morales, José Abad o Maribel Nazco. Fueron años en los que su pintura se sumergió de lleno en la abstracción y el informalismo. Realizó su última exposición individual en 1973, en la Sala de Arte de la Caja de Ahorros de La Laguna. En ella, volvió a una cierta figuración, con el paisaje, la figura humana o elementos cotidianos como protagonistas, pero manteniendo su apuesta por lo experimental.
Durante los años 70 y principios de los 80, colaboró habitualmente en la prensa como columnista, realizando artículos sobre estética y arte y sobre anécdotas costumbristas de su ciudad, en periódicos como La Tarde o La hoja del lunes.

## Reconocimientos
En 2019, la Universidad de La Laguna organizó la exposición Víctor Núñez: paisajes, formas, figuras, que lo recuperaba tras años de olvido.
En 2021, se estrenó el largometraje documental Manual de invisibilidad, dirigido por Domingo J. González y producido por Digital 104, sobre un guion del propio director coescrito junto a Elena de Vera Núñez, nieta del pintor. La película obtuvo una mención especial al guion de ópera prima en el Arte Non Stop Festival en Argentina, además de participar en certámenes internacionales como Capri-Hollywood.